# A11 (Portugal)
De A11 of Auto-estrada do Baixo Minho is een autosnelweg in Portugal die van Apúlia naar Castelões loopt. De snelweg is 80 kilometer lang. De A11 werd aangelegd tussen 1998 en 2006. De snelweg loopt samen met de IC14 (tussen Apúlia en Braga) en met de IP9 (tussen Braga en het eindpunt van de snelweg).
A1 · 
A2 · 
A3 · 
A4 · 
A5 · 
A6 · 
A7 · 
A8 · 
A9 · 
A10 · 
A11 · 
A12 · 
A13 ·
A13-1 · 
A14 · 
A15 · 
A16 · 
A17 · 
A18 · 
A19 · 
A20 · 
A21 · 
A22 · 
A23 · 
A24 · 
A25 · 
A26 · 
A27 · 
A28 · 
A29 · 
A30 · 
A31 · 
A32 · 
A33 · 
A34 · 
A35 · 
A36 · 
A37 · 
A38 · 
A39 · 
A40 · 
A41 · 
A42 · 
A43 · 
A44 · 
A47 · 
A48 · 
VRI